# Battaglia di Ghazni (1148)
La battaglia di Ghazni fu combattuta nel 1148 tra l'esercito ghuride di Sayf al-Din Suri e l'esercito del sultano ghaznavide Bahram-Shah di Ghazni. Il sovrano ghuride sconfisse Bahram-Shah e prese la città. Bahram-Shah fuggì in India.
Bahram-Shah tornò l'anno successivo, sconfisse e uccise Sayf al-Din Suri e riprese Ghazni.